# Punto cadena
El pespunte, punto cadena o cadeneta es el punto mecánico más común que realiza una máquina de coser que sirve para garantizar una mejor puntada.

## Estructura .

Máquina de coser produciendo un punto cadena utilizando el gancho giratorio de Allen B Wilson.

El punto cadena utiliza dos hilos, uno superior y uno inferior. El punto se denomina cadena porque los dos hilos, el superior y el inferior, se "encadenan" entre sí en el agujero en la tela por el cual pasan. El hilo superior corre desde un carrete que se encuentra ubicado en la parte superior de la máquina, pasando por un mecanismo de tensión, a través de un brazo de extracción, y finalmente por el agujero de la aguja. Por su parte el hilo inferior se encuentra enroscado en una bobina, que se aloja en un receptáculo en la sección inferior de la máquina debajo de la tela que se cose.

Máquina de coser produciendo un punto cadena utilizando una lanzadera oscilatoria.

Para realizar una puntada, la máquina baja la aguja enhebrada perforando la tela hasta la zona de la bobina inferior, donde un  gancho rotatorio (u otro mecanismo de enganche) enlaza el hilo superior en el punto en el cual atraviesa el ojo de la aguja. El mecanismo de enganche arrastra el hilo superior envolviendo en forma completa la cajuela de la bobina, con lo cual produce una envuelta del hilo de la bobina. Luego el brazo de extracción tira del hilo superior que sobra (desde la zona de la bobina) hacia la parte superior, formando la cadena. Luego los dientes de transporte desplazan el material o tela una distancia igual a la longitud de la puntada, y se repite el ciclo.

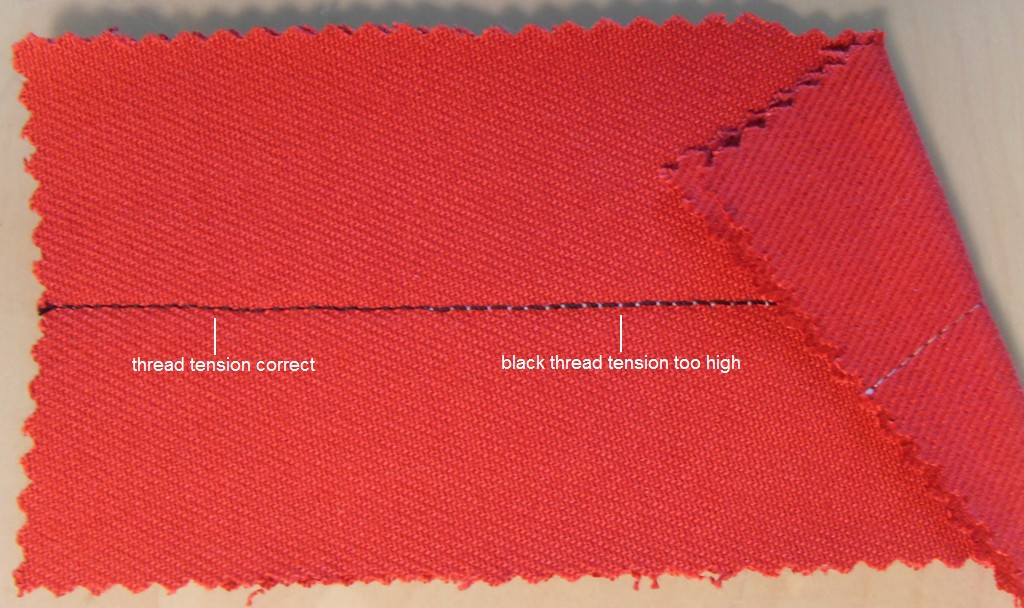
Ilustración de una tensión del hilo correcta e incorrecta

En forma ideal, el punto cadena es formado en el centro del espesor de la tela, o sea: idealmente el hilo superior se encadena con el hilo inferior en la zona media de la tela. Los mecanismos de tensión del hilo, uno para el hilo superior y otro para el hilo inferior, evitan que cada uno de estos hilos puedan desplazar el punto de cruce fuera de la zona media de la tela.